# FINLAY-FR-2
FINLAY-FR-2 ويُعرف أيضًا باسم لقاح سوبيرانا (بالإنجليزية: Soberana vaccine)‏ ويُشار إليه أيضًا باسم «SOBERANA-02»، هو لقاح مرشح ضد مرض فيروس كورونا، يعمل معهد فينلاي في كوبا (بالإنجليزية: Finlay Institute)‏ على تطويره وإنتاجه، وهو مخصص للإعطاء عن طريق الحقن العضلي. سبق هذا اللقاح لقاحًا آخر باسم «سوبيرانا-01» (بالإسبانية: SOBERANA-01)‏.
في أكتوبر 2020، بدأت كوبا المرحلة الأولى من التجارب السريرية للقاح على 40 متطوعًا فقط، بينما أجرت التجارب السريرية الثانية على مرحلتين، الأولى على 100 متطوع والثانية على 900 متطوع تتراوح أعمارهم ما بين 18 و80 سنة، وقال المعهد المشرف على تطوير اللقاح أنه أظهر استجابة على المرضى بعد 14 يومًا من من إعطائهم إياه، في حين تأجلت المرحلة الثالثة من التجارب السريرية بغرض تنفيذها في دولة أخرى عدا جزيرة كوبا للحصول على نتائج مفيدة حول فعالية اللقاح، وعلّلت وزارة الصحة الكوبية أن ذلك يعود إلى عدم وجود أعداد إصابات كافية بكورونا بين الكوبيين، مما يصعب مهمة الباحثين في معرفة مدى فعالية سوبيرانا. وكوبا واحدة من البلدان الأقل تضررا بجائحة كورونا حول العالم، وبلغ عدد الاصابات فيها نحو 25 ألفًا، من بينها 210 حالة وفاة، من بين 11,2 مليون نسمة.

## الاسم
اسم سوبيرانا (بالإسبانية: Soberana)‏ يعني السيادة باللغة الإسبانية، ويبدو أن الاسم اختير لإرسال دلالات سياسية خارجية.